# Territoris indígenes de Colòmbia

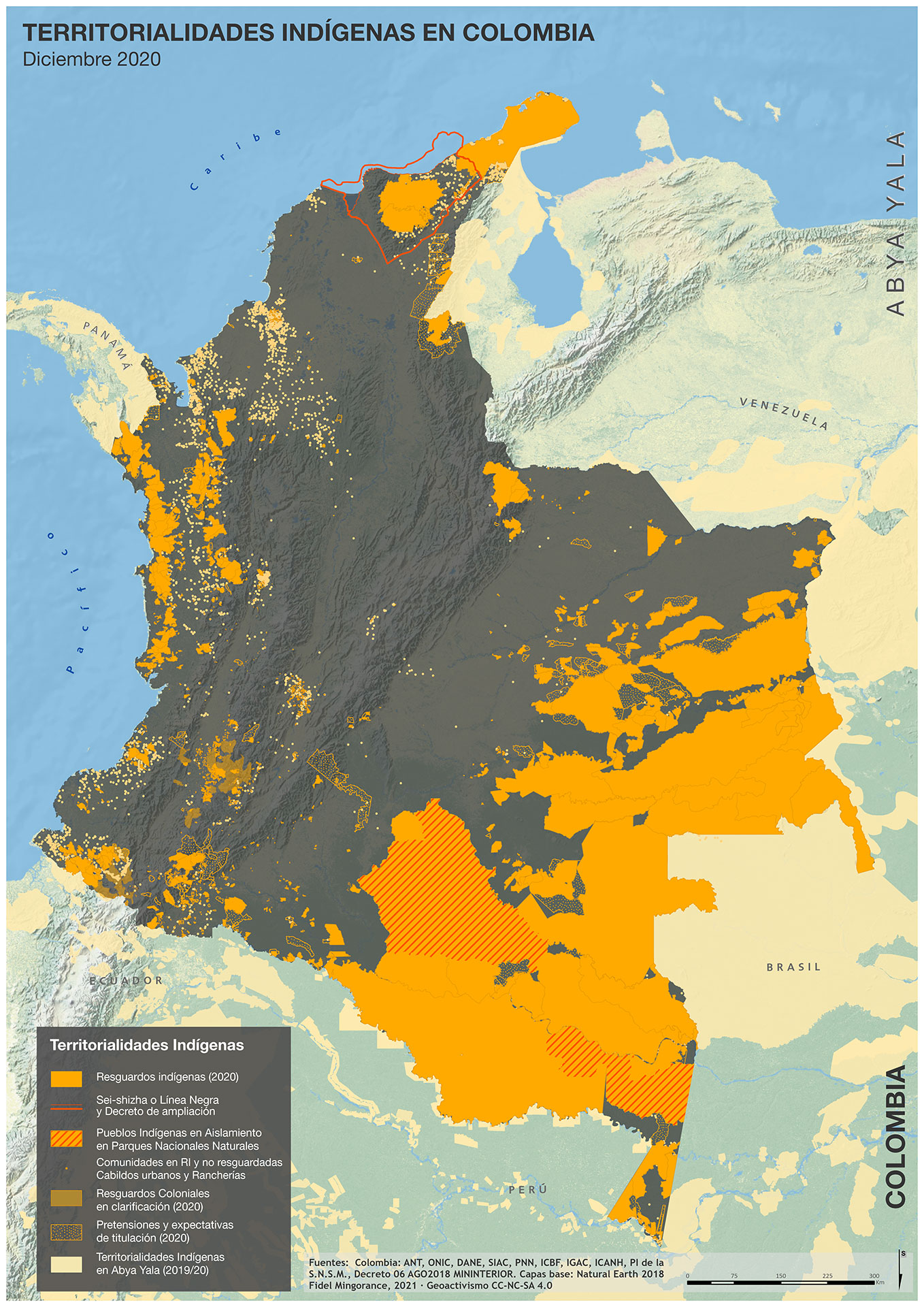
Territoris indígenes (o resguardos) dins de Colòmbia, representats en daurat.

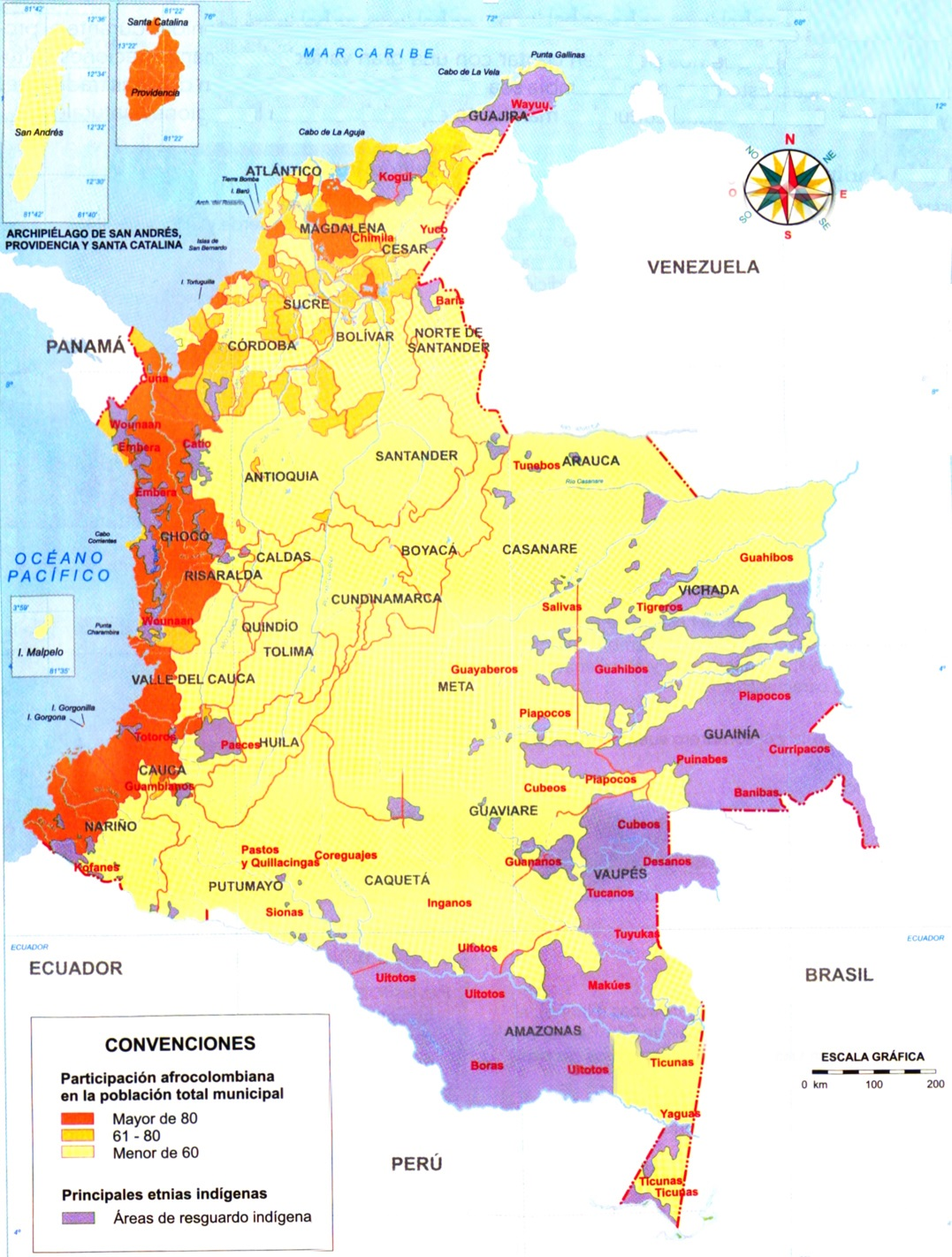
Territoris indígenes (resguardo indigena) a Colòmbia representats en porpra.

Població ameríndia de Colòmbia prr municipi el 2005.
61.4% - 100%
29.6% - 61.3%
11.7% - 29.5%
2.9% - 11.6%
0% - 2.8%
Sin datos

Un territori indígena a Colòmbia és una àrea de terra reservada per a ús dels pobles indígenes del país. Gairebé un terç del país està cobert per aquests territoris, encara que els indígenes representen poc més del 3% de la població.

## Situació legal
En 1959, la regió amazònica es considerava deshabitada i va ser declarada reserva natural. La reforma agrària de 1961 va reconèixer la necessitat de definir territoris indígenes i confirmar com a reserves (resguards) els títols que la corona espanyola havia atorgat als indígenes. Les primeres reserves van estar a l'Amazones, la reserva Vaupés en 1982 amb 3,375,125 hectàrees (8,340,120 acres) i la reserva Vichada en 1986-87 amb 194,517 hectàrees (480,660 acres). El govern de Virgilio Barco entre 1986 i 1990 va atorgar títols a unes altres 13,000,000 hectàrees (32,000,000 acres) als departaments d'Amazones i Guainía, formant un territori indígena continu de 20,000,000 hectàrees (49,000,000 acres) que cobreixen el 50% de la Amazonía colombiana. 
La Constitució de Colòmbia de 1991 va definir les Entitats Territorials com a departaments, districtes, municipis i territoris indígenes. Dins d'una Entitat de Territori Indígena (ETI), les persones tenen autonomia per a administrar els seus interessos i, dins dels límits de la constitució, tenen dret a administrar els recursos i definir els impostos necessaris per a l'acompliment de les seves funcions. Les ETI han de ser definides pel govern de conformitat amb la Llei orgànica d'Ordenament Territorial. No obstant això, aquesta llei encara no ha estat sancionada i en la pràctica els territoris no estan regulats.

## Distribució geogràfica
L'àrea total de Colòmbia és de 114,174,800 hectàrees (282,132,000 acres). D'aquesta, 36,000,000 hectàrees (89,000,000 acres), o el 31,5%, estan cobertes per territoris indígenes. Segons el cens de 2005, hi havia 41.468.384 persones al país, de les quals 1.378.884, o el 3,28%, pertanyien a un dels 87 grups indígenes. }La gran majoria dels indígenes viuen en les zones Andina i Orinoco (sabana). Un gran nombre a l'Orinoco i la conca del Pacífic té títols de propietat, però la majoria als Andes no. Només el 5% viu en reserves (resguards) en la zona amazònica. Hi ha 156 reserves en l'Amazones que cobreixen 25,600,000 hectàrees (63,000,000 acres), o el 64% del total. 

## Qüestions
Algunes àrees reclamades pels pobles indígenes de la Amazonía s'utilitzen per a operacions mineres i hidrocarburíferas. Existeix una certa superposició entre les àrees protegides administrades sota el Sistema de Parcs Nacionals i els territoris indígenes.  Pressions sobre els pobles indígenes inclouen l'esgotament de la terra, particularment als Andes, i el desplaçament forçat a causa de la lluita amb els grups armats il·legals.  L'extracció d'or i la fumigació de cultius il·lícits contaminen els rius i, en algunes zones, els rius estan contaminats amb escombraries. L'extracció de petroli i la construcció de preses també causen problemes ambientals en les reserves.